# Andreas Petters
Andreas Petters (* 1. Oktober 1961 in Essen) ist ein ehemaliger CDU-Politiker Mecklenburg-Vorpommerns.

## Leben und Karriere
Der in Wittenförden wohnhafte Petters ist ehemaliger CDU-Fraktionsvorsitzender im Kreistag Ludwigslust. Als Abgeordneter im Landtag Mecklenburg-Vorpommern war er von 2002 bis 2006 auch Vorsitzender des Wirtschaftsausschusses sowie tourismuspolitischer Sprecher der CDU-Landtagsfraktion. Bei der Landtagswahl in Mecklenburg-Vorpommern 2006 kandidierte er ohne Erfolg im Landtagswahlkreis Ludwigslust II.
Danach war er Referent im Ministerium für Wirtschaft, Bau und Tourismus und später im Ministerium für Bildung und Kindertagesförderung. Außerdem war Petters Mitglied im Verwaltungsrat der Sparkasse Mecklenburg-Schwerin.
Andreas Petters ist verheiratet und hat drei Kinder.